# Hermann Erpf
Hermann Erpf (* 23. April 1891 in Pforzheim; † 17. Oktober 1969 in Stuttgart) war ein deutscher Musikpädagoge, Musiktheoretiker und Komponist. Er zählte zu den prägenden Persönlichkeiten der deutschen Jugendmusikbewegung.

## Leben
Erpf studierte ab 1909 Mathematik, Naturwissenschaft, Philosophie und Kunstwissenschaft in Heidelberg und Leipzig. Dort wurde er 1914 promoviert. Von 1919 bis 1922 war er Lehrer für Klavier und Tonsatz am Privatkonservatorium Römeyer in Pforzheim, ab 1922 dann Lehrer für Musiktheorie am musikwissenschaftlichen Institut der Universität Freiburg. 1925 ging er nach Münster an die Westfälische Akademie für Bewegung, Sprache und Musik, wo er stellvertretender Direktor und Lehrer für Tonsatz wurde. Zusammen mit Kurt Jooss und Rudolf Schulz-Dornburg gründete er 1927 die Folkwang Hochschule in Essen, deren Direktor er 1935 wurde. Zum 1. Mai 1933 war er der NSDAP beigetreten (Mitgliedsnummer 2.914.988). 1943 wurde er dann Direktor der Staatlichen Hochschule für Musik Stuttgart. 
Nach Kriegsende 1945 setzten ihn die Besatzungsmächte ab, im Entnazifizierungsverfahren wurde er als „Mitläufer“ eingestuft. 1948 war er wieder als Lehrbeauftragter an der Musikhochschule Stuttgart tätig, 1949 übernahm er eine Professur für Komposition und Tonsatz sowie weitere musikwissenschaftliche Fächer. Von 1952 bis zu seiner Pensionierung 1956 war er erneut Direktor der Staatlichen Hochschule für Musik Stuttgart. In dieser Zeit verfasste er viele musikpädagogische Schriften. Sein kompositorisches Schaffen, das zum überwiegenden Teil aus Chorsätzen über Volkslieder und Vertonungen von Angelus Silesius, Johann Wolfgang von Goethe, Heinrich Heine, Friedrich Hebbel und Richard Dehmel besteht, wurde in Liederbüchern für den Schul- und Chorgebrauch veröffentlicht. Daneben komponierte Erpf Klavier- und Kammermusik.

## Veröffentlichungen (Auswahl)
- Der Begriff der musikalischen „Form“ (Dissertation. Leipzig 1914). Stuttgart: Union 1914.
- Hermann Erpf und Adolf Hildenbrand, Vorschläge zur Förderung der Künste und der schaffenden Künstler in Baden 1919, Denkschrift
- Entwicklungszüge in der zeitgenössischen Musik. Karlsruhe 1922
- Studien zur Harmonie- und Klangtechnik der neueren Musik. Leipzig 1927, Nachdruck Wiesbaden 1969
- Harmonielehre in der Schule. Leipzig 1930
- Zum schwarzen Walfisch, Eine Zirkelgeschichte, (Berlin, Privatdruck 1931) illustriert vom Pforzheimer Graphiker und Schulfreund Richard Ziegler, (Theia-Druck 4)
- Die Lehre von den Instrumenten und der Instrumentation (= Hohe Schule der Musik, Bd. 2). Potsdam: Akadem. Verl.-Ges. Athenaion 1935
- Vom Gesetz der Musik, Berlin, „Das Reich“ vom 20. Oktober 1940
- Vom Wesen der neuen Musik. Stuttgart: Schwab 1949
- Neue Wege der Musikerziehung. Stuttgart: Schwab 1953
- Gegenwartskunde der Musik: Ideen, Kräfte, Ziele. Mainz: Verl. Junge Musik 1954
- Tagesfragen des Musiklebens: 1950–1957. Rundfunkreferate, Aufsätze, Ansprachen. Stuttgart: Ichthys 1957
- Wie soll es weitergehen? Rodenkirchen, Rhein: Tonger 1958.
- Lehrbuch der Instrumentation und Instrumentenkunde. Mainz: Schott 1959; Nachdruck Wiesbaden 1981, ISBN 3-921518-52-0.
- Form und Struktur in der Musik. Mainz: Schott 1967, ISBN 3-7957-2212-8.